# Caranx melampygus
Caranx melampygus är en fiskart som beskrevs av Cuvier, 1833. Caranx melampygus ingår i släktet Caranx och familjen taggmakrillfiskar. Inga underarter finns listade.